# Petrov Gaj
Petrov Gaj (en serbe cyrillique : Петров Гај) est un village de Bosnie-Herzégovine. Il est situé sur le territoire de la ville de Prijedor et dans la république serbe de Bosnie. Selon les premiers résultats du recensement bosnien de 2013, il compte 930 habitants.

## Géographie
Le village est situé sur la rive orientale du lac de Saničani ; son territoire est bordé par la rivière Vrijeska et par le Lamovićki potok qui débouchent dans le Gomjenica-kanal ; la rivière Gomjenica, un affluent droit de la Sana, débouche également dans ce canal.

## Démographie

### Évolution historique de la population dans la localité
| 1948 | 1953 | 1961  | 1971  | 1981  | 1991  | 2013 |
| ---- | ---- | ----- | ----- | ----- | ----- | ---- |
| -    | -    | 1 002 | 1 046 | 1 153 | 1 051 | 930  |

|  |